# Сокола
Сокола (рум. Socola) — село у Шолданештському районі Молдови. Входить до складу комуни, адміністративним центром якої є село Вадул-Рашков.

## Населення
За даними перепису населення 2004 року у селі проживали 356 осіб.
Національний склад населення села:
| Національність   | Кількість осіб | Відсоток   |
| ---------------- | -------------- | ---------- |
| молдавани румуни | 351 1          | 98,6% 0,3% |
| українці         | 2              | 0,6%       |
| росіяни          | 2              | 0,6%       |
| Всього           | 356            | 100%       |